# Globale Minderausgabe
Globale Minderausgaben sind ein finanzpolitisches Instrument zur Haushaltskonsolidierung.
Im Haushaltsplan werden sie als negativ veranschlagte Ausgaben (Einsparverpflichtungen) ausgewiesen, die im Rahmen der Ausführung des Haushaltsplans durch Ausgabensenkungen auszugleichen sind. Sie ersetzen als Ausnahme vom Einzelveranschlagungsprinzip gezielte Ausgabenkürzungen und überlassen es der Regierung, die pauschale Ausgabenkürzung innerhalb eines Etats zu erwirtschaften. Das Parlament bedient sich insoweit seines Budgetrechts, als es lediglich eine Globalentscheidung trifft.
Vom Begriff zu unterscheiden ist die globale Mehrausgabe.

## Bundesrepublik Deutschland
Der Posten der sogenannten globalen Minderausgabe (GMA) gewann zudem zuletzt immer mehr an Bedeutung. In den Regierungsentwürfen der Jahre 2004 bis 2024 gab es zwölf Mal keine eingerechnete GMA (2004, 2007–2013, 2015–2017, 2019). 2018 lag die GMA erstmals über drei Milliarden Euro und stieg zwischen 2021 und 2023 auf je sechs bis acht Milliarden Euro an. Für 2024 wurden acht Milliarden Euro veranschlagt.
Im Haushaltsentwurf der Bundesregierung für das Haushaltsjahr 2025 sind derzeit 12 Milliarden Euro vorgesehen, was kontrovers diskutiert wird.